# Список самых высоких зданий префектуры Ямагути

## Самые высокие здания
В списке приведены небоскрёбы префектуры Ямагути с высотой от 60 метров, основанные на стандартных измерениях высоты. Эта высота включает шпили и архитектурные детали, но не включает антенны радиовышек и башен.
| Рейтинг | Название                                  | Фото | Высота м | Этажность | Год  | Город      | Примечания |
| ------- | ----------------------------------------- | ---- | -------- | --------- | ---- | ---------- | ---------- |
| 1       | Kaikyo Yume Tower                         |      | 153      | 30        | 1996 | Симоносеки | [ 1 ]      |
| 2       | Vel Tower Shimonoseki Ekimae Marine View  |      | 72.7     | 22        | 2007 | Симоносеки | [ 2 ]      |
| 3       | Yamaguchi Prefectural Government Building |      | 68.7     | 15        | 1984 | Ямагути    | [ 3 ]      |
| 4       | Ana Hotel Ube                             |      | 64.3     | 15        | 1983 | Убе        | [ 4 ]      |
|         | Au Vision Shin Yamaguchi Residence Tower  |      |          | 20        | 2009 | Ямагути    | [ 5 ]      |